# 카시오 V.P.A.M 계산기
카시오 V.P.A.M. 계산기(Casio V.P.A.M. calculators) 시리즈는 카시오(Casio)의 Visually Perfect Algebraic Method (V.P.A.M.) 및 Natural V.P.A.M.의 내추럴 디스플레이(Natural Display) 또는 S-V.P.A.M. (Super V.P.A.M.) LCD를 사용하는 카시오(Casio)社에서 만든 과학용(공학용) 계산기 제품군이다.

## 입력 방법
V.P.A.M. 카시오(Casio) 계산기 시리즈는 현재 공학용 계산기 대부분에서 사용하는 수학적 표현을 입출력하기 위한 인풋(Input) 및 아웃풋(Output) 시스템이다. 따라서 기종에 따라서는 TeX유형에서처럼 분수표기 같은 수학적 필기 표현형을 디스플레이스상에서 보다 더 근접하게 구현해 보여주고있다. 접두사 표기법에서는 수학 연산자의 우선 순위가 고려된다. 카시오(Casio)에 따르면 V.P.A.M. 계산은 수학적 또는 공학적으로 정상적이고 순차적으로 기록된 대로 정확하게 입력할 수 있으며 기능(function), 연산자 및 기호가 계산기 디스플레이에 표시되고 연산자 우선 순위에 따라 계산이 수행된다.

## 기능
V.P.A.M. 계산기는 수학 및 공학뿐만아니라 통계학등을 지원한다. M을 포함한 추가 변수 설정기능을 기본으로 제공한다. 기종에 따라서는 EQN(방정식)모드나 SOLVE(해 찾기) 모드를 지원하는 기능도 포함된다.

## 같이 보기
- 컴퓨터
- 계산기